# Visa vid vindens ängar (sång)
Visa vid vindens ängar är en sommarvisa av Mats Paulson som första gången fanns med på dennes album En stad, en morgon från 1966. Visan handlar om fåfänga försök att dikta en visa. En inspelning av Lars Lönndahl låg på Svensktoppen i en vecka den 22 maj 1977. Året därpå släppte Mats Paulson skivan Visor vid vindens ängar med en nyinspelning av Visa vid vindens ängar. Visan har även tolkats av Mats Rådberg 1988, Alexander Rybak på albumet med samma namn som låten, samt av Håkan Hellström på EP-skivan Luften bor i mina steg från 2002 och den versionen låg på Trackslistan det året.